# Dollar Point
Dollar Point es un lugar designado por el censo ubicado en el condado de Placer en el estado estadounidense de California. En el año 2009 tenía una población de 1,539 habitantes y una densidad poblacional de 366 personas por km².

## Geografía
Dollar Point se encuentra ubicado en las coordenadas 39°11′19″N 120°6′32″O / 39.18861, -120.10889. Según la Oficina del Censo, la ciudad tiene un área total de 4,2 km² (1,6 mi²), de la cual 4,2 km² (1,6 mi²) es tierra y 0,1 km² (0 mi²) (0.7%) es agua.

## Demografía
Según la Oficina del Censo en 2000 los ingresos medios por hogar en la localidad eran de $47,500, y los ingresos medios por familia eran $56,792. Los hombres tenían unos ingresos medios de $40,000 frente a los $25,905 para las mujeres. La renta per cápita para la localidad era de $32,882. Alrededor del 8.2% de la población estaban por debajo del umbral de pobreza.